# Drago Pettrovich Madnar
Drago Pettrovich Madnar è un personaggio di Metal Gear, serie di videogiochi creata da Hideo Kojima. Era un ingegnere di cibernetica medica e ricercatore di robotica noto in tutta l'Europa dell'Est, e il suo lavoro riuniva diversi studi di fisiologia, ingegneria meccanica e sistemistica.

## Biografia
Nel 1995 lo scienziato fu rinchiuso in una cella di Outer Heaven e costretto a costruire il Metal Gear sotto il rapimento della figlia Ellen.
Liberarlo fu lo scopo principale della prima missione dell'agente segreto della FOXHOUND Solid Snake: egli infatti riesce a liberare padre e figlia, che fuggono prima della distruzione della base.
Dopo essere stato tratto in salvo da Outer Heaven, Madnar propose il progetto Metal Gear al governo statunitense, ma le sue teorie, ritenute troppo radicali per l'occidente, vennero rifiutate. Considerato un pazzo, fu espulso dalla comunità scientifica e assistito in un ospedale psichiatrico. Infelice del trattamento riservato, cercò un modo per vendicarsi dei suoi colleghi studiosi. Così lo Zanzibar Land riuscì a persuaderlo nel passare al loro servizio e ad agire come spia doppiogiochista. Grazie alla sua posizione di scienziato fornì allo Zanzibar Land i segreti tecnologici sottratti sia al blocco occidentale che a quello orientale, in cambio di aiuti per la costruzione di un nuovo tipo di Metal Gear, il Metal Gear D. Madnar fece anche rapire il Dr. Kio Marv, lo scienziato inventore dell'OILIX (un batterio capace di produrre petrolio in grande quantità), per obbligarlo a rivelare i suoi segreti, ma non ottenendo alcuna risposta, lo uccise. Venuto a sapere che Solid Snake è stato inviato in Zanzibar Land per liberare il Dr. Marv, Madnar escogitò un piano per ottenere i piani dell'OILIX: il Dr. Marv gli aveva rivelato infatti di averli nascosti in un armadietto, la cui chiave era in mano a Gustava Heffner, la guardia del corpo del Dr. Marv, che al momento della cattura era riuscita a scappare e che si nascondeva da qualche parte in Zanzibar Land. Madnar finse dunque di essere stato rapito anche lui insieme al Dr. Marv, e fece in modo che Snake trovasse Gustava per farla venire allo scoperto. A quel punto contattò Gray Fox, il quale, a bordo del Metal Gear D, fece saltare il ponte sul quale stava passando Gustava, uccidendola. Prima di morire, però, Gustava consegnò la chiave a Snake, così Madnar finse di essere portato via dalle guardie. Quando Snake arrivò nella cella del Dr. Marv, Madnar tentò di strangolarlo per rubargli la chiave, ma Snake riuscì a neutralizzarlo.
Nonostante sia stato salvato da Solid Snake, la visione filosofica di Big Boss lo ha segnato profondamente: nel corso degli eventi fra Metal Gear e Metal Gear 2: Solid Snake, sviluppò anche una tecnologia chiamata Snatcher, che sarà la base degli impianti per creare da zero le parti del corpo perse da Big Boss durante lo scontro finale con Solid Snake ad Outer Heaven.
In Metal Gear Solid 4: Guns of the Patriots, Raiden dice di essere stato salvato dal dottor Madnar, che opera in clandestinità nell'Europa orientale. Più avanti, il gruppo di eroi si fa dare dal dottor Madnar l'attrezzatura per tenere in vita Raiden.